# Tony Isabella
Tony Isabella   (Cleveland, 22 de desembre de 1951) és un escriptor, editor, actor, artista i crític de còmics nord-americà, conegut com el creador i escriptor de Black Goliath de Marvel Comics ; El primer gran superheroi afroamericà de DC Comics, Black Lightning; i com a columnista i crític del Comics Buyer's Guide.

## Biografia
Tony Isabella va néixer a Cleveland, Ohio. Va descobrir els còmics als quatre anys, quan la seva mare va començar a portar-li títols d'IW Publications que va comprar a Woolworth. Les primeres influències del món del còmic van incloure Stan Lee, Jack Kirby, Roy Thomas, Robert Kanigher i Len Wein; Isabella també va ser influenciat per escriptors com William Shakespeare, Harlan Ellison, Ed McBain, Neil Simon, Mel Brooks, Lester Dent, Dave Barry, Max Allan Collins, Don Pendleton i Studs Terkel.
Quan era adolescent, va publicar moltes cartes a les seccions de cartes del lector als còmics, principalment a les pàgines dels títols de Marvel. També va ser actiu en el fandom de còmics, membre de CAPA-alpha i col·laborador habitual de fanzines de còmics.

### Marvel Comics
El treball d'Isabella en el fandom dels còmics va cridar l'atenció de l'editor de Marvel Roy Thomas (la carrera professional del qual va començar de manera similar), i el 1972 Thomas va contractar Isabella com a assistent editorial a Marvel. Amb l'establiment de Marvel UK per part de Marvel aquell any, se li va assignar la tasca de supervisar les reimpressions utilitzades a la naixent línia de còmics de Marvel UK. També va exercir durant un temps com a editor de la línia de revistes en blanc i negre de Marvel.
Com a escriptor, va escriure Ghost Rider; els personatges It, the Living Colossus, a Astonishing Tales ; Luke Cage a Hero for Hire i Power Man ; i Tigra a Marvel Chillers ; Daredevil; i el Capità Amèrica. Mentre escrivia la funció " Iron Fist " a Marvel Premiere, va co-crear el personatge secundari Misty Knight amb l'artista Arvell Jones. Isabella va desenvolupar el concepte de la sèrie The Champions i va escriure els primers números.

#### Polèmica
Durant la seva carrera a mitjans dels anys setanta a Ghost Rider, Isabella va escriure un arc argumental de dos anys en què Johnny Blaze es trobava de tant en tant amb un personatge sense nom conegut com "l'Amic" que va ajudar a Blaze a mantenir-se protegit de Satanàs, que havia concedit a Blaze un poder sobrenatural i va crear el Ghost Rider. Isabella va dir el 2007:
| «                | Obtenint l'aprovació prèvia de l'editor Roy Thomas, com ho faria amb els editors posteriors Len Wein i Marv Wolfman, vaig introduir "The Friend" a la sèrie. Semblava una mena de hippie Jesucrist i això és exactament qui era, encara que mai el vaig anomenar així... Em va permetre abordar una disparitat que m'havia molestat durant molt de temps sobre l'[[Univers Marvel] ]. Encara que no teníem cap final de l'Infern(s) i els substituts de Satanàs als nostres còmics, no teníem res del Cel.... [Després de dos anys] havia escrit una història en què, redactada en termes lleugerament subtils, Blaze va acceptar Jesús com el seu salvador i es va alliberar del poder de Satanàs per sempre. Si m'hagués quedat a Ghost Rider, que era la meva intenció en aquell moment, els elements religiosos del títol s'haurien esvaït en un segon pla. Blaze seria cristià, però ho expressava de la manera com va portar la seva vida. ... Malauradament, un editor adjunt es va ofendre amb la meva història. El problema estava llest per anar a la impressora quan el va treure i el va trencar a trossos. Va tenir una part de l'art redibuixada i una gran part de la còpia reescrita per canviar el final d'una història durant dos anys. "L'Amic" es va revelar que no era Jesús, sinó un dimoni disfressat. Fins avui, considero que el que va fer a la meva història és una de les tres accions més arrogants i equivocades que he vist mai d'un editor. | » |
| — Tony Isabella, | |   |

Isabella va dir més tard que l'ajudant d'editor al qual feia referència era Jim Shooter. El 2020, Shooter va dir que li preocupava que això "bàsicament va establir que l'univers Marvel és un univers cristià" i podria alienar una part dels lectors suggerint "que totes les altres religions són falses". Va dir que després de consultar amb l'editor Marv Wolfman, va fer els canvis.

### DC Comics
Per a DC Comics,  va treballar com a escriptor i editor d'històries però és principalment conegut per la seva creació de Black Lightning, escrivint tant les sèries de curta durada dels anys setanta com dels noranta del personatge. Després d'arribar a un acord amb DC, Isabella va tornar al personatge el 2017 amb la publicació de la sèrie limitada Black Lightning: Cold Dead Hands.
Isabella i l'artista Richard Howell van produir la mini-sèrie Shadow War of Hawkman l'any 1985, en què participaven els personatges de Hawkman i Hawkwoman. L'any següent es va llançar una sèrie en curs.

### Justice Machine
El 1987, va començar a escriure la sèrie Justice Machine per a Comico, co-trama amb el creador de la sèrie i dibuixant Mike Gustovich. La nova sèrie es va recollir al final de la sèrie limitada escrita de Bill Willingham /Gustovich Justice Machine amb els Elementals, que va reiniciar la continuïtat de la sèrie a partir de la sèrie original publicada per Noble Comics /Texas Comics. El llibre en curs es va convertir en una de les sèries més venudes de Comico, venent més de 70.000 còpies de cada número en el seu moment àlgid. Isabella va escriure els primers 11 números de la sèrie Comico abans de passar a altres projectes.
El 1990, Isabella va tornar als personatges i va escriure la sèrie per a Innovation Comics, amb Gustovich tornant a escriure a llapis.

### "Els consells de Tony"
Isabella va escriure la columna de la Comics Buyer's Guide "Consells de Tony" durant més d'una dècada. L'última columna va ser el 22 de juny de 2010. A partir del 2013, va continuar "Tony's Tips" en línia a Tales of Wonder. També escriu regularment sobre còmics i la seva feina al seu bloc personal.

### Llibres
Isabella és coautor amb el seu col·lega Bob Ingersoll, columnista de la Comics Buyer's Guide, del conte "If Wishes Were Horses..." que es va publicar a The Ultimate Super-Villains: New Stories Featuring Marvel's Deadliest Villains (1996), i les novel·les Captain America : Liberty's Torch (1998) i Star Trek: The Case Of The Colonist's Corpse (2003). El 2009, Krause Publications va publicar el seu llibre de no ficció 1000 Comics You Must Read.

### Altres treballs
Durant la dècada de 1980, va operar Cosmic Comics, una botiga de còmics al Colonial Arcade al Downtown Cleveland. També ha treballat en la traducció de còmics de Disney en llengües estrangeres i la revisió de la redacció per al mercat nord-americà.

## Vida personal
La dona d'Isabella es diu Bàrbara; tenen dos fills, el fill Eddie (nascut cap al 1989) i la filla Kelly (nascut cap al 1992).

## Premis
- 1972 Premi Goethe a l'"Escriptor de fans preferit"[33]
- Premi Inkpot 2013[34]

## Filmografia
| Any  | Títol       | Rol             | Notes                                                         |
| ---- | ----------- | --------------- | ------------------------------------------------------------- |
| 2020 | Llamp negre | La jutge Isabel | Episodi: "El llibre de la guerra: capítol tres: alliberament" |